# Nicolas Prodhomme
Nicolas Prodhomme (L'Aigle, 1 de febrero de 1997) es un ciclista francés que compite con el equipo Decathlon AG2R La Mondiale Team.

## Biografía

### Inicios y carrera amateur
Nicolas se inició en el ciclismo en 2008 en el club Souvenir Daniel-Laborne, después de haber practicado fútbol. Obtuvo su primera victoria en un mínimo de segundo año y, en particular, se convirtió en campeón de Normandía junior en 2015.
En 2017 se incorporó al CM Aubervilliers 93, vinculado al equipo continental HP BTP-Auber 93. En abril ganó en La Gislard, su primer éxito en la categoría "élite nacional". Luego trabajó como pasante en el primer equipo de Auber, con el que compitió en cuatro carreras profesionales, incluida París-Tours. Durante la temporada baja, habiendo obtenido su BTS, quiso continuar sus estudios y se puso en contacto con Chambéry CF, filial del equipo profesional AG2R La Mondiale, al que se incorporó. Obtuvo una licencia profesional en innovación y desarrollo industrial.
En 2018, tras finalizar sus estudios, se incorporó a la plantilla de Chambéry en marzo. En mayo ocupó el octavo lugar en la París-Roubaix sub-23, en su primera experiencia sobre el adoquín. En las semanas siguientes, ocupó el cuarto lugar en el Kreiz Breizh Elites. También participó en el Tour de Saboya Mont-Blanc, donde destacó durante la última etapa, pasando a la quinta posición en lo alto de Plateau des Glières. Mientras tanto, se distinguió en territorio italiano al ganar Bassano-Monte Grappa, un evento italiano que finalizó a una altitud de 1775 metros en los Dolomitas. Al final de la temporada, fue stagiaire en el AG2R La Mondiale, terminando cuarto en el Campeonato de Francia sub-21 y en el Giro de Lombardía amateur. También se unió al equipo de nacional de Francia para el campeonato mundial sub-23 en Innsbruck en Austria.
En 2019 ganó Piccola Sanremo y el Gran Premio de Orlen Nations, una de las rondas de la Copa de Naciones, donde el equipo francés participó en la contrarreloj por equipos.

### Carrera profesional
En 2021 firmó su primer contrato profesional con el equipo AG2R Citroën Team.

## Palmarés
2019
- Orlen Nations Grand Prix

2025
- 1 etapa del Tour de los Alpes
- 1 etapa del Giro de Italia
- Ruta de Occitania, más 1 etapa
- 1 etapa del Tour de l'Ain
- Polynormande

## Resultados en Grandes Vueltas
| Carrera | Carrera         | 2021 | 2022 | 2023 | 2024 | 2025 |
| ------- | --------------- | ---- | ---- | ---- | ---- | ---- |
|         | Giro de Italia  | —    | 65.º | 23.º | —    | 15.º |
|         | Tour de Francia | —    | —    | —    | 48.º | —    |
|         | Vuelta a España | 52.º | 73.º | 27.º | —    | —    |

―: no participa
Ab.: abandono

## Equipos
- HP BTP-Auber 93 (stagiaire) (08.2017-12.2017)
- AG2R La Mondiale (stagiaire) (08.2018-12.2018)
- Cofidis (stagiaire) (08.2020-12.2020)
- AG2R (2021-)
  - AG2R Citroën Team (2021-2023)
  - Decathlon AG2R La Mondiale Team (2024-)